# Pondicherry (huyện)
Huyện Pondicherry là một huyện thuộc bang Puducherry, Ấn Độ. Thủ phủ huyện Pondicherry đóng ở Pondicherry. Huyện Pondicherry có diện tích 293 ki lô mét vuông. Đến thời điểm năm 2001, huyện Pondicherry có dân số 735004 người.